# Talk of the Town
«Talk of the Town» — це пісня рок-гурту, The Pretenders, яка була випущена в квітні 1980, року, на лейблі, Sire Records, Warner Bros. Records, з студійного, альбому, Pretenders II, і досягнула 10-го місця в UK Singles Chart.